# Идеографический словарь
Идеографи́ческий (семанти́ческий) слова́рь — словарь, в котором статьи упорядочены не по алфавиту, как обычно, а по смыслу (лексическому значению заглавного слова или фразы). Если алфавитный словарь служит для того, чтобы узнать что-то о данном слове, то идеографический словарь служит для того, чтобы узнать что-то о данном смысле — например, какими словами можно выразить данное значение.
Несмотря на множество выдвинутых идей, до сих пор идеографические словари в чистом виде мало распространены. Чаще всего используется смешанное упорядочение — и по значению, и по алфавиту (например, внутри каждой категории Википедии используется алфавитное упорядочивание). Смешанное упорядочивание используется также в тематических словарях, где слова распределены по темам, но в пределах каждой темы они расположены по алфавиту.
Некоторым приближением к идеографическому словарю являются также словари синонимов и антонимов (тезаурусы).
Исторически подобные словари предшествовали алфавитным — древнейшие словари представляли собой списки слов, сгруппированные по темам.

### Тезаурусы

#### На русском языке
- Караулов Ю. Н., Молчанов В. И., Афанасьев В. А., Михалев Н. В. Русский семантический словарь: Опыт автомат. построения тезауруса: от понятия к слову / Отв. ред. С. Г. Бархударов. М.: Наука, 1983. 566 с. доп. тираж 5000 экз. 1600 тем-понятий, ок. 10000 лекс. ед.
- Лексическая основа русского языка: Комплексный учебный словарь/ В. В. Морковкин, Н. О. Бёме, И. А. Дорогонова, Т. Ф. Иванова, И. Д. Успенская. Под ред. В. В. Морковкина. — М.: Рус.яз., 1984. — 1168 с.
- Баранов О. С. Идеографический словарь русского языка Москва: Издательство ЭТС, 1995; 820 c., 19 x 29 см; ISBN 5-86455-050-7; Ок. 4200 терминов.

Словарь состоит из 4166 статей, которые группируются в 638 подразделов, 144 раздела и 17 отделов. В конце словаря имеется алфавитный указатель заголовков. В словаре даются основные определения, прослеживаются связи общего и частного, целого и части; для чего статьи снабжены взаимными ссылками.
- Русский семантический словарь. Толковый словарь, систематизированный по классам значений и слов. / РАН. Ин-т рус.яз.; Под общей ред. Н. Ю. Шведовой. М.: Азбуковник, 1998.
- Под общ. ред. проф. Л. Г. Бабенко Словарь-тезаурус синонимов русской речи. Москва: Издательство АСТ-ПРЕСС КНИГА, 2007; 512 c., ISBN 978-5-462-00729-3; Более 46600 слов, 16 семантических сфер, 86 семантических классов, 267 идеографических групп, 187 подгрупп.

#### На иностранных языках
Dornseiff, Franz. Der deutsche Wortschatz nach Sachgruppen. Bearb. v. Quasthoff, Uwe. 8. völlig neu bearb. u. m. einem alphabet. Zugriffsreg. vers. Aufl. 2004. 24 x 17 cm. 231*, 933 Seiten. 1 Beil. Broschur. ISBN 978-3-11-017921-7

### О них
- Морковкин В. В. Идеографические словари. — М.: Из-во МГУ, 1970.
- С. Гиндин. Семантические словари — карты языкового мира // Русский язык. — ИД «Первое сентября», 2001. — Вып. 05.